# Ligne de Motta Sant'Anastasia à Regalbuto
La ligne de chemin de fer Motta Sant'Anastasia-Regalbuto est une ligne ferroviaire à voie unique secondaire de la Sicile. 
Elle fut très peu fréquentée par les passagers mais subit un trafic intense de marchandises et de marchandises jusqu'aux années 70. À partir de 1986, la ligne est fermée entre Schettino et Regalbuto et utilisé en manœuvre pour le reste du tronçon. En 2014, à la suite de la renonciation à l'exploitation, le tronçon Schettino-Regalbuto est définitivement supprimé, le tronçon Motta SA-Schettino déclassé en liaison et les gares intermédiaires supprimées.

## Historique

### Chronologie

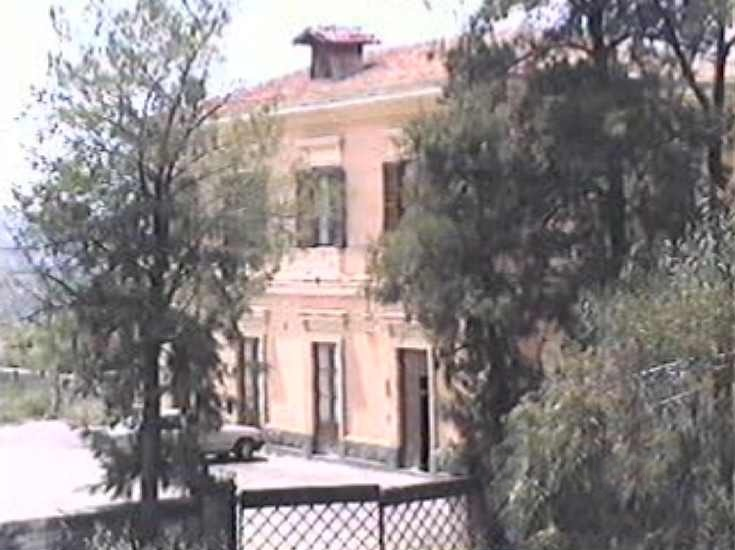
La gare abandonnée de Regalbuto en 1992.

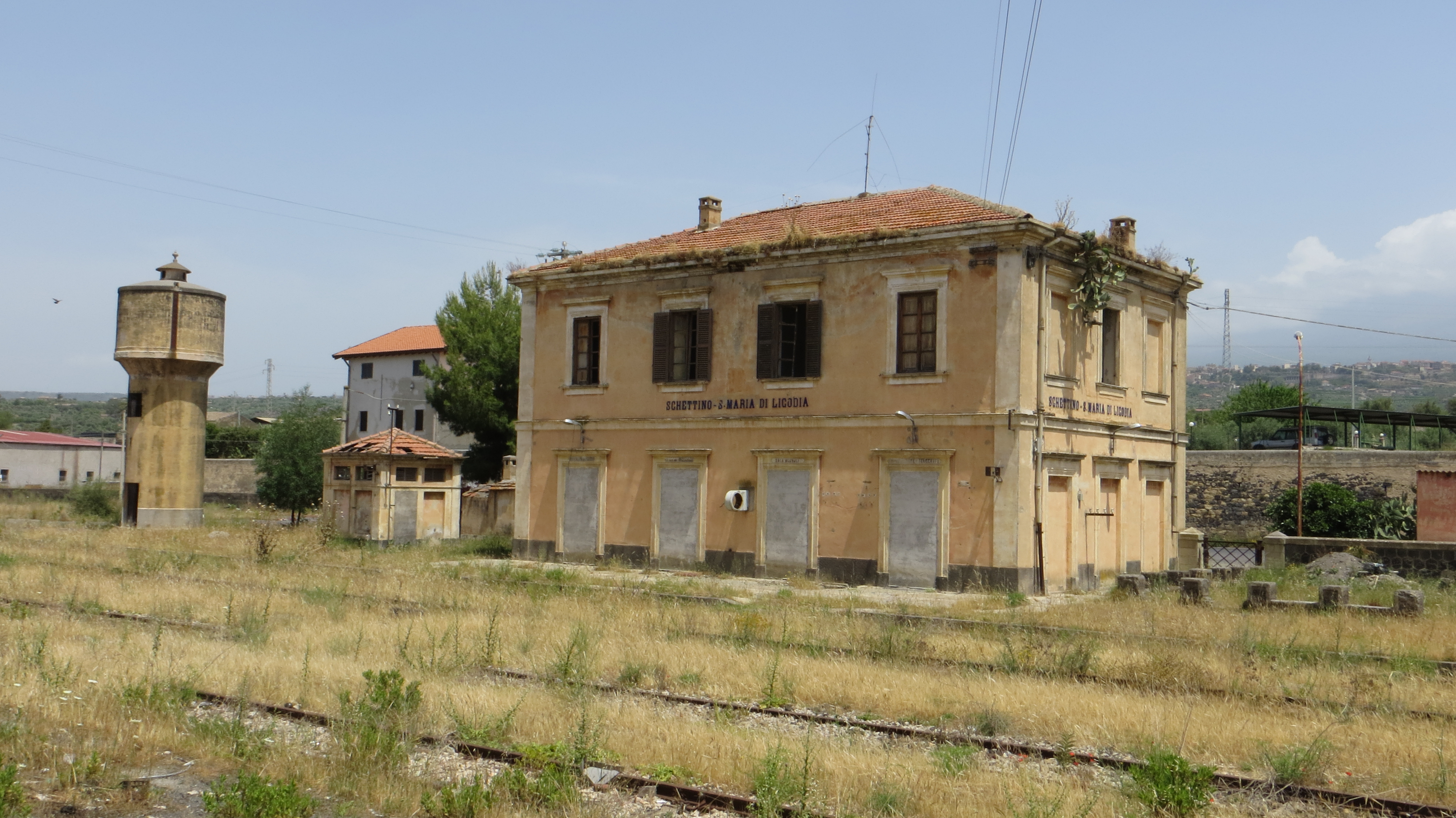
La gare Schettino-Santa Maria di Licodia à l'abandon en 2014.

| Tronçon                          | Inauguration    |
| -------------------------------- | --------------- |
| Bicocca - Motta Sant'Anastasia   | 15 mai 1870     |
| Motta Sant'Anastasia - Schettino | 18 octobre 1934 |
| Schettino - Regalbuto            | 18 août 1952    |